# 모량부
모량부(牟梁部)는 진한 6부의 하나로서, 점량부(漸梁部), 잠탁부(岑啄部)라고도 한다. 모량, 박곡 등 경주의 서촌이 속하였다. 지금의 경주시 건천읍, 현곡면, 서면, 산내면 등이 해당된다. 이 지역은 당시 선진문명이라 할 수 있는 마한으로 통하는 교통 요충지에 위치하고 있었기 때문에 선진 문물의 유입 창구로 중시 되었을 것으로 추정된다.
모량부, 점량부·잠탁부를 '거친 내(황천·荒川)'으로 해석하는 견해가 있다. '牟'와  ‘漸·岑’를 거칠다는 뜻의 고유어 '먹'과 '삼'으로 해석하고 ‘梁’과 ‘喙’는 하천을 뜻하는 ‘돍’을 표기한 글자로 본다. 먹돍(牟梁), 삼돍(岑喙·漸梁)은 ‘거친 내’로서 한자로는 ‘황천(荒川)’으로 표기된다는 주장이다. 『삼국사기』'비형(鼻荊)'이 귀교(鬼橋)를 놓았다는 ‘황천(荒川)’이 '모량천(牟梁川)'이며, '鬼'와 '神'이 통하므로 귀교(鬼橋)를 지금의 효현교(孝峴橋) 자리에 있었던 신원교(神元橋)의 별칭으로 비정한다. 한편 우휴모탁국(優休牟啄國)의 '牟啄'이 '牟梁'과 같은 단어로 추정되는데  이건식(2022)은 '牟'를 높다는 의미의 '모ㅎ', '啄'는 하천을 뜻하는 '돍'로 해석하였다. 또한 '漸'은 '높고 험준한', '岑'은 '물가의 언덕(벼랑)'의 뜻을 가지고 있다. 이병도(1938)는 '牟'를 '물'로 해석하였는데 '漸'은 '흐르다, 물들이다'의 뜻도 가지고 있다.

## 역사
촌장 구례마(俱禮馬, 혹은 仇禮馬)가 경주 이산(伊山)으로 내려와서 무산대수촌(茂山大樹村)을 형성하여 사로 6촌의 일원이 되었다. 신라 유리 이사금이 무산대수촌을 모량부라 고치고 손(孫)씨라 사성하였다. 고려 태조가 장복부(長福部)로 개칭하였다.

## 주요 지역
- 모량(牟梁)

지금의 경주시 건천읍 모량리에 있는 지역으로, 고려 시기에는 경주도에 속한 역이 위치했다.
- 박곡(朴谷)

지금의 경주시 서면 박곡리에 소재한 지역이다.
- 이산(伊山)

지금의 경주시 현곡면에 있는 구미산(龜尾山)으로, 개비산(皆比山)이라고 하기도 한다. 동학의 창시자 최제우가 득도한 곳이다.
- 서술(西述)

지금의 경주시 서악동에 있는 선도산(仙桃山)으로, 서산(西山), 서술산(西述山), 서형산(西兄山) 등의 명칭이 있다. 신라 경주 오악 중에서 서악(西嶽)에 해당된다. 이후 통일 신라 대에 이 일대에 상성군이 설치되었고, 소사(小祀)를 지낸 곳이다.

## 같이 보기
- 진한 6부
- 대성군
- 상성군